# 淘气小仙女
《淘氣小仙女》（日语：魔女っ子チックル），是東映製作的魔法少女動畫，於1978年在NET電視台播出。
本作是第一套採用雙主角制式的日本動畫，由東映電視事業部企划及neomedia、日本sunrise、風Production制作，是東映首部製作的魔法少女作品。
由於不是由東映動畫制作，所以沒有算入東映魔法少女系列。但廣義上還是該系列的作品。

## 故事簡介
小學五年生小森 智子唯一的朋友在她生日前搬到北海道居住，令智子大受打擊。她到書店散心时看到一本繪本，這本書原來早就被她爸爸買下，並当生日禮物交到智子手上。
当她回房间時聽到被封印在書中的Tickle求救，智子按著Tickle描述的方法解除了封印，之后Tickle用魔法變成了智子的攣生姐妹留在小森家。

## 登場人物
小森智子
配音：麻上洋子、潘惠子（最終回）（日本）； 潘滿儔（香港）
替Tickle解除封印的小學五年級學生。有很強的正義感。生日為3月2日，O型血。
香港譯名為「美玲」。
小森Tickle
配音：吉田理保子（日本）； 區瑞華（香港）
曾被封印在繪本中的魔女，身份不明。
施法咒語是（瑪克度加媽啦沒友爸）。
香港譯名為「瑪莉」。
小森雛
配音：駒澤豐子（日本）； （香港）
智子之妹，4歲。喜歡和年長的人相處。對Tickle存在懷疑。

### 夢町小學
山谷都太
配音：大竹宏（日本）； （香港）
智子的吵架對象，5年1班學生。魚屋的孩子，代替死去父親繼承家業。
阿高
配音：田之中勇（日本）； （香港）
都太的徒弟。
邦持
配音：千千松幸子（日本）； （香港）
都太的徒弟。身高矮小，比較膽小。
富子
配音：山本圭子（日本）； （香港）
Tickle的朋友，5年1班學生，暱稱「小富」。體型巨大。
矢澤里美
配音：北濱晴子（日本）； （香港）
5年1班學生，出身富裕家庭的大小姐。
吉川正
配音：山本圭子（日本）； （香港）
5年1班的班長。
錦三郎
配音：神谷明（日本）； （香港）
Tickle和智子的單戀對象，6年級生。
花村老師
配音：杉山佳壽子（日本）； （香港）
智子4年級時的班主任，在翌年任教1年級。

## 電視動畫
日本
「魔女子Tickle」（魔女っ子チックル）
- 播放電視台及時間：朝日電視台－逢星期一晚上7時至7時30分
- 播放日期：1978年3月6日－1979年1月29日 共45集

香港
「淘氣小仙女」（Majokko Tickle）
- 播放電視台及時間：無綫電視翡翠台－下午5時30分至6時[2]
- 播放日期：1979年10月30日－1980年4月18日

法國
「Magique Tickle」(Drôle de fée)
- 播放電視台：TF1
- 首播日期：1991年2月15日[3]

### 各集標題
| 集數 | 播放日期（日本） | 標題（原文） | 劇本       | 分鏡       | 演出              | 作畫監督   | 制作協力     |
| ---- | ---------------- | ------------ | ---------- | ---------- | ----------------- | ---------- | ------------ |
| 1    | 1978年3月6日     |              | 馬嶋滿     | 山田秀夫   | 高木厚炎          | 玉澤武     | neomedia     |
| 2    | 3月13日          |              | 田村多津夫 | 小林浩美   | 高木厚炎          | 玉澤武     | neomedia     |
| 3    | 3月20日          |              | 馬嶋滿     | 山田秀夫   | 高木厚炎          | 玉澤武     | neomedia     |
| 4    | 3月27日          |              | 篠崎好     | 雪村剛     | 坂田透            | 玉澤武     | neomedia     |
| 5    | 4月3日           |              | 富田祐弘   | 水田勇     | 久岡敬史          | 玉澤武     | neomedia     |
| 6    | 4月10日          |              | 富田祐弘   | 高木厚炎   | 高木厚炎          | 玉澤武     | neomedia     |
| 7    | 4月17日          |              | 曾田博久   | 山田秀夫   | 坂田透            | 玉澤武     | neomedia     |
| 8    | 4月24日          |              | 篠崎好     | 浦井泰     | 高木厚炎          | 玉澤武     | neomedia     |
| 9    | 5月1日           |              | 篠崎好     | 高木厚炎   | 坂田透            | 玉澤武     | neomedia     |
| 10   | 5月8日           |              | 富田祐弘   | 山田秀夫   | 坂田透            | 玉澤武     | neomedia     |
| 11   | 5月15日          |              | 酒井昭義   | 井内秀治   | 坂田透、 内田祐司 | 玉澤武     | neomedia     |
| 12   | 5月22日          |              | 曾田博久   | 高木厚炎   | 坂田透、 内田祐司 | 玉澤武     | neomedia     |
| 13   | 5月29日          |              | 曾田博久   | 村田四郎   | 坂田透、 内田祐司 | 無         | neomedia     |
| 14   | 6月5日           |              | 曾田博久   |            | 中野健治          | 原完治     | 風Production |
| 15   | 6月12日          |              | 篠崎好     | 佐佐木勝利 | 坂田透            | 無         | neomedia     |
| 16   | 6月19日          |              | 曾田博久   | 湯山邦彥   | 内田祐司          | 無         | neomedia     |
| 17   | 6月26日          |              | 三宅直子   |            | 中野健治          | 原完治     | 風Production |
| 18   | 7月3日           |              | 曾田博久   | 高木厚炎   | 坂田透            | 無         | neomedia     |
| 19   | 7月10日          |              | 三宅直子   |            | 中野健治          | 高野愛緒   | 風Production |
| 20   | 7月17日          |              | 辻真先     | 湯山邦彥   | 内田祐司          | 無         | neomedia     |
| 21   | 7月24日          |              | 曾田博久   |            | 向中野義雄        | 原完治     | 風Production |
| 22   | 7月31日          |              | 相原道子   | 湯山邦彥   | 坂田透            | 無         | neomedia     |
| 23   | 8月7日           |              | 原島將郎   | 高垣幸藏   | 内田祐司          | 無         | neomedia     |
| 24   | 8月14日          |              | 辻真先     | 湯山邦彥   | 坂田透            | 無         | neomedia     |
| 25   | 8月21日          |              | 田口成光   | 湯山邦彥   | 内田祐司          | 無         | neomedia     |
| 26   | 8月28日          |              | 三宅直子   | 湯山邦彥   | 坂田透            | 無         | neomedia     |
| 27   | 9月4日           |              | 山本優     | 湯山邦彥   | 内田祐司          | 無         | neomedia     |
| 28   | 9月11日          | [ 4 ]        | 曾田博久   | 今敏郎     | 内田祐司          | 無         | neomedia     |
| 29   | 9月18日          |              | 雪室俊一   | 今敏郎     | 坂田透            | 無         | neomedia     |
| 30   | 10月9日          |              | 曾田博久   | 今敏郎     | 坂田透            | 無         | neomedia     |
| 31   | 10月16日         |              | 曾田博久   | 名輪丈     | 田代文夫          |            | 日本sunrise  |
| 32   | 10月16日         |              | 三宅直子   | 向中野義雄 | 中野健次          | 原完治     | 風Production |
| 33   | 10月23日         |              | 雪室俊一   | 名輪丈     | 田代文夫          | 小林慶輝   | 日本sunrise  |
| 34   | 10月30日         |              | 曾田博久   | 向中野義雄 | 中野健次          | 玉澤武     | 風Production |
| 35   | 11月6日          |              | 山本優     | 名輪丈     | 田代文夫          |            | 日本sunrise  |
| 36   | 11月13日         |              | 三宅直子   | 向中野義雄 | 中野健次          | 原完治     | 風Production |
| 37   | 11月20日         |              | 辻真先     | 名輪丈     | 田代文夫          | 福島正     | 日本sunrise  |
| 38   | 11月27日         |              | 辻真先     | 岡友美     | 劍竹青            | 原完治     | 風Production |
| 39   | 12月4日          |              | 安藤豐弘   | 名輪丈     | 田代文夫          | 加藤音次郎 | 日本sunrise  |
| 40   | 12月11日         |              | 三宅直子   | 岡友美     | 劍竹青            | 原完治     | 風Production |
| 41   | 12月18日         |              | 金春智子   | 名輪丈     | 田代文夫          |            | 日本sunrise  |
| 42   | 1979年1月8日     |              | 曾田博久   | 岡友美     | 劍竹青            | 原完治     | 風Production |
| 43   | 1月15日          |              | 山本優     | 名輪丈     | 田代文夫          | 加藤音次郎 | 日本sunrise  |
| 44   | 1月22日          |              | 鷺山京子   | 名輪丈     | 田代文夫          |            | 日本sunrise  |
| 45   | 1月29日          |              | 曾田博久   | 名輪丈     | 田代文夫          |            | 日本sunrise  |

### 製作人員
| 製作人：       | 碓冰夕燒（朝日電視台）、松永英（大廣）、飯島敬、小田耕文（東映） |
| 音樂製作總監： | 渡邊岳夫                                                         |
| 音樂製作：     |                                                                  |
| 作畫監修：     | 木村圭市郎（第1~13、15、16、18、20、22~30集）                    |
|                | 森下圭介（第14、17、19、21、32、34、36、38、40、42集）           |
| 攝影監督：     | 森口洋輔                                                         |
| 美術設計：     | 加藤清                                                           |
| 動畫檢查：     | 柏田涼子、坂野片子                                               |
| 音響製作：     | 映廣音響                                                         |
| 製作擔當：     | 内田祐司、沖山愛子、杉本勝男、森下浩子                           |
|                | 漆原秀人、福山康治、岡山行治、山本之文、青木寛爾                 |
| 導演：         | 久岡敬史                                                         |
| 製作協力：     | Neomedia、日升動畫、風Production                                 |

### 主題曲
片頭曲
（第1集－第45集）
作詞：永井豪，作曲：渡邊岳夫，編曲：馬飼野俊一，主唱：堀江美都子．哥倫比亞搖籠會
片尾曲
（第1集－第45集）
作詞．作曲：渡邊岳夫，編曲：馬飼野俊一，主唱：堀江美都子．哥倫比亞搖籠會
香港主題曲
無綫電視
主唱：王愛明
東任我指, 西任我指, 東任我指, 西任我指, 口嗡嗡講出魔法任我指, 嘛哈嚧他嘛啦呼啦吧, 難事有我會變易。
開心嘅仙子你知不知, 傷心嘅仙子你知不知, 大家合力咒語神奇, 兩個趣怪嘅仙子～ 睇住。
東任我指, 西任我指, 東任我指, 西任我指, 睇住睇住現在開始, 是我兩個的世界, 開心快樂小仙子。（歌詞有待核實）
亞洲電視
「佻皮小仙女」
作詞：詹惠風，作曲：渡邊岳夫，編曲：徐日勤，主唱：陳聲妮

## 註解
1. ↑  漫畫第三回之後為
2. ↑  1980年1月1日 無線亞視時間表
3. ↑  . www.planete-jeunesse.com.   [2023-07-09]. （原始内容存档于2023-07-09）.
4. ↑  予告為
5. 1 2 3 4 5 6 7  Story Board名義
6. ↑  第一版片頭曲畫面把制作協力標示為。
7. ↑  歌詞簿將作詞人標示為「八手三郎」。
8. ↑  動畫有情. .   [2023-09-16].

## 外部連結
- 魔女子Tickle （页面存档备份，存于）－Allcinema
- 魔女子Tickle DVD Vol.1 （页面存档备份，存于）. Toei Video. （日語）

| 日本 朝日電視台 星期一19:00-19:30節目 | 日本 朝日電視台 星期一19:00-19:30節目        | 日本 朝日電視台 星期一19:00-19:30節目 |
| ------------------------------------- | -------------------------------------------- | ------------------------------------- |
|                                       | 魔女子Tickle （1978年3月6日－1979年1月29日） |                                       |
| 激走!ルーベンカイザー                 | 日本童話名作系列 赤鳥之心                    |                                       |